# قانون‌شکن (فیلم ۲۰۱۲)
قانون‌شکن یا پیک (به انگلیسی: The Courier) یک فیلم اکشن و جنایی آمریکایی محصول سال ۲۰۱۳ به کارگردانی هانی ابواسعد با بازی جفری دین مورگان در نقش یک پیک متخصص در تحویل بسته‌های پرخطر بازی می‌کند.

## داستان
یک مأمور انتقال حرفه‌ای موظف به بردن جعبه ای بسیار مرموز برای یک قاتل حرفه‌ای و خطرناک می‌شود، اما…

## بازیگران
- جفری دین مورگان
- میکی رورک
- جوسی هو
- تیل شوایگر
- لیلی تیلور
- میگوئل فرر